# NGC 2982
NGC 2982 é um aglomerado aberto na direção da constelação de Vela. O objeto foi descoberto pelo astrônomo James Dunlop em 1826, usando um telescópio refletor com abertura de 9 polegadas. 